# Кроссфит

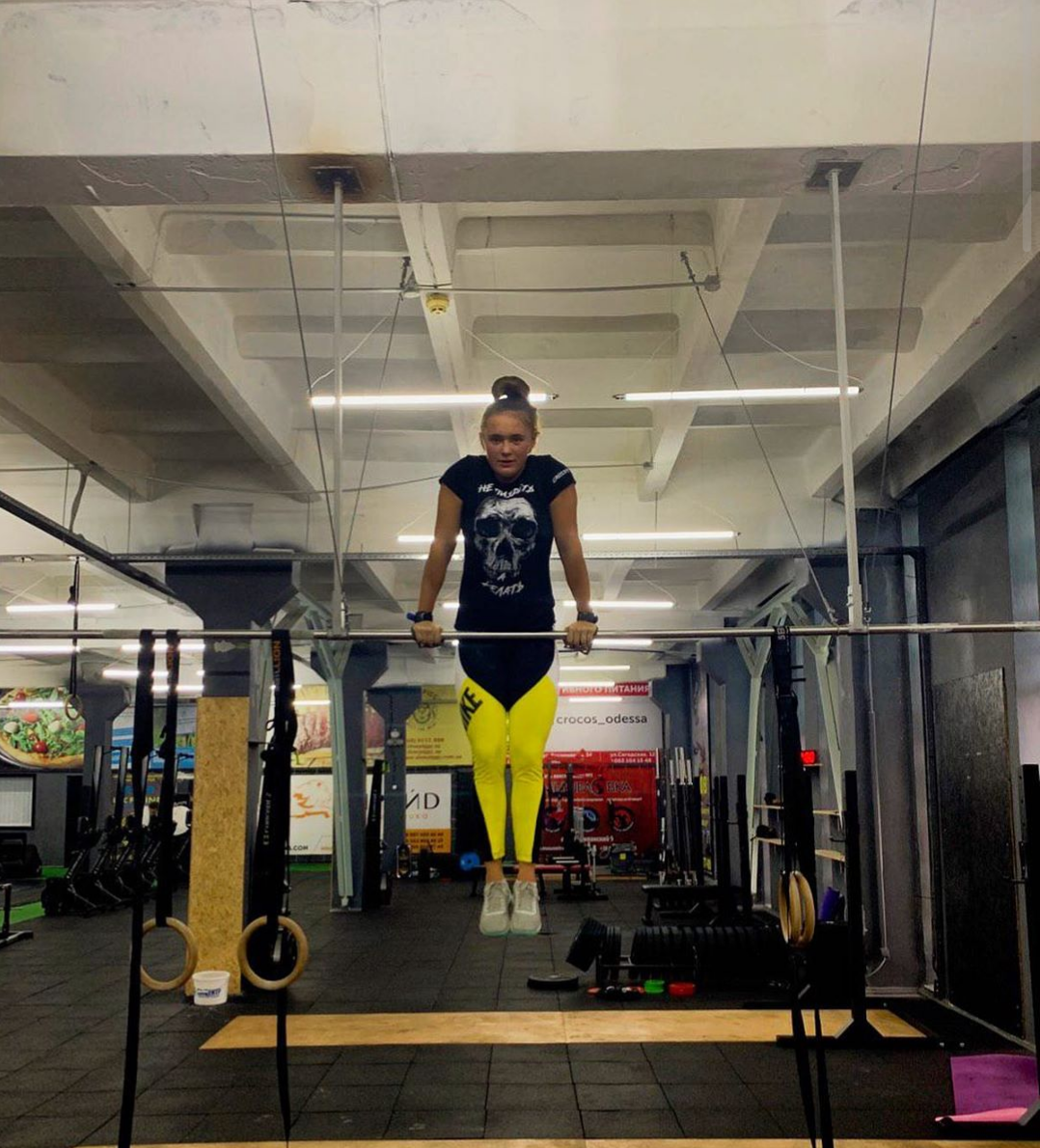
Кроссфитер на тренировке

Кроссфит — брендированная система физической подготовки, созданная Грегом Глассманом. Зарегистрирована в качестве торговой марки корпорацией CrossFit Inc., основанной Грегом Глассманом и Лорен Дженай в 2000 году. Продвигается ими и как система физических упражнений, и как вид спорта. Кроссфит-тренировки включают в себя элементы интервальных тренировок высокой интенсивности, тяжёлой атлетики, плиометрики, пауэрлифтинга, гимнастики, гиревого спорта, упражнений из силового экстрима («стронгмена») и бега. Кроссфит практикуется членами более чем 13 тысяч специализированных тренажёрных залов, примерно половина из которых находится в США, а также в индивидуальном порядке в рамках так называемых «тренировок дня» (англ. workouts of the day, WOD).

## История
Грег Глассман и его жена Лорен Дженай основали CrossFit Inc. в 2000 году, при этом задумана компания была ещё в 1996 году. Первый тренажёрный зал располагался в городе Санта-Крус (Калифорния), первый аффилированный зал — в Сиэтле (штат Вашингтон); к 2005 году было 13 залов, к 2013 году — 8 тысяч, к 2015 году — 13 тысяч. С кроссфитом связаны такие тренеры, как Луи Симмонс, Джон Уэлборн, Боб Харпер и Майк Бургенер.
Глассман сохранил полный контроль над компанией после развода с Лорен Дженай. Бывшая супруга пыталась продать свою долю в компании сторонним лицам, однако Глассман смог получить от Summit Partners кредит в 16 млн долларов на выкуп её доли.

### CrossFitиReebok
25 сентября 2010 года компании CrossFit и Reebok  подписали 10-летнее (до 31 декабря 2020) соглашение о взаимном партнёрстве. В результате заключённой сделки Reebok становилась титульным спонсором Игр Кроссфит, в обмен получая исключительное лицензионное право на выпуск товаров c использованием торговой марки CrossFit при выплате лицензионных отчислений в сторону одноимённой компании. В результате заключенного патнерства призовые выплаты за победу в Играх Кроссфит в 2011 году в сравнении с предыдущим годом увеличились с 25 000 до 250 000 долларов США.
В 2018 году компания CrossFit инициировала судебное разбирательство с компанией Reebok. Поводом к иску стал спор о размере выплаченных лицензионных отчислений. Согласно заявлениям компании CrossFit, компания Reebok в 2013 году изменила методику подсчёта лицензионных отчислений без согласования со стороны компании CrossFit, что привело к недополучению последней прибыли в размере как минимум 4,8 млн долларов США. Позже компании урегулировали спор в рамках делового соглашения. Детали соглашения не раскрывались, но, согласно совместному заявлению, оно включало в себя выплату недополученных лицензионных отчислений.
В июне 2020 года компания Reebok досрочно заявила о прекращении партнёрства с компанией CrossFit. Поводом к заявлению стало противоречивое высказывание CEO компании CrossFit Грега Глассмана (Greg Glassman) в социальной сети Twitter. В ответ на сообщение исследовательского центра Institute for Health Metrics and Evaluation «расизм — это проблема общественного здравоохранения», он написал: «это FLOYD-19». Позднее Грег Глассман принёс извинения от своего имени и имени компании: «я, администрация CrossFit и сообщество CrossFit не потерпим расизма. Я совершил ошибку в словах, которые я использовал вчера. Мое сердце глубоко опечалено той болью, которую они причинили. Это было ошибочным, не расистским, а ошибочным».

## Обзор

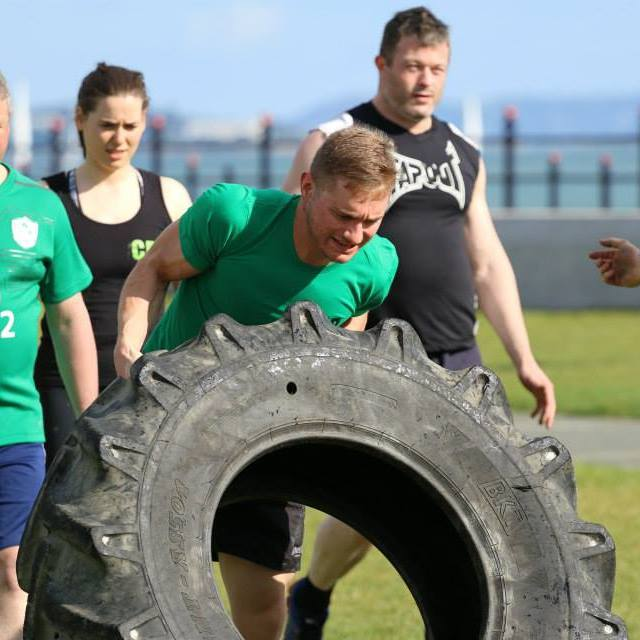
Кантование покрышек — это упражнение иногда можно увидеть на тренировках по кроссфиту

Кроссфит — это программа упражнений на силу и выносливость, состоящая в основном из анаэробных упражнений, гимнастики (упражнения с весом собственного тела) и тяжёлой атлетики. CrossFit Inc. описывает свою программу как «разнообразные функциональные движения, выполняемые с высокой интенсивностью в различных временных интервалах» с целью повышения тренированности. Тренированность определяется как «потенциал работы в различных временных интервалах». Часовое занятие в аффилированном спортивном зале, или «боксе», как правило, включает в себя разминку, сегмент развития навыков, высокоинтенсивную основную тренировку (тренировка дня, WOD) и растяжку. В некоторых спортивных залах основной тренировке предшествует упражнение на развитие силы. По результатам каждого WOD выставляются оценки для стимулирования конкуренции и отслеживания индивидуального прогресса. Некоторые аффилированные залы предлагают дополнительные занятия, например олимпийскую тяжёлую атлетику.
В залах кроссфита используют самое различное оборудование: штанги, гантели, гимнастические кольца, турники, скакалки, гири, медицинские мячи, плиобоксы, эспандеры, гребные тренажёры, эйр байки и различные коврики. Кроссфит направлен на «постоянно меняющиеся, высокоинтенсивные, функциональные движения», он опирается на упражнения из гимнастики, тяжёлой атлетики, пауэрлифтинга, силового экстрима, плиометрики, упражнения без отягощений (бёрпи — самое известное из них), греблю на специализированных тренажёрах, аэробные упражнения, бег и плавание.
Программа Кроссфит — децентрализована, её общая методология используется тысячами частных аффилированных залов, подразделениями пожарной охраны, правоохранительными органами и военными организациями, в том числе датской Королевской лейб-гвардией, а также некоторыми американскими и канадскими школьными учителями физической культуры, спортивными командами школ и колледжей и бейсбольным клубом «Майами Марлинс».
«Кроссфит — не специализированная фитнес-программа, а целенаправленная попытка оптимизировать физические возможности человека в каждом из 10 направлений (фитнес-доменов)» — говорит основатель Грег Глассман. Этими доменами являются: сердечно-сосудистая и дыхательная выносливость; мышечная выносливость; сила; гибкость; мощность; скорость; координация; ловкость; равновесие; точность.
Кроссфит предназначен как для мужчин, так и женщин. По статистике, кроссфитом занимается поровну мужчин и женщин.

## Бизнес-модель
CrossFit, Inc. лицензирует специализированные спортивные залы за ежегодную плату, а также сертифицирует тренеров. Помимо стандартных двухдневных курсов «1-го уровня» проводятся специализированные семинары, которые включают в себя гимнастику, тяжёлую атлетику, пауэрлифтинг, силовой тренинг, бег и выносливость, греблю, гири, мобильность и восстановление, детский кроссфит, кроссфит-футбол, приёмы самообороны и страйкбол. Другие специализированные приложения включают в себя программы для беременных женщин, пожилых людей и кандидатов в боевые спецподразделения. Аффилированные залы разрабатывают собственные программы, определяют цену и методы обучения. Многие спортсмены и тренеры считают кроссфит своего рода «повстанческим движением», которое ставит под вопрос традиционные подходы к физической подготовке; помимо выполнения предписанных упражнений, они следуют рекомендациям кроссфита в части питания (палеодиета, зональная диета).
Кроссфит позволяет использовать модель виртуального сообщества. Согласно заявлению корпорации, её децентрализованный подход имеет общие черты с открытым исходным кодом софтверных проектов и позволяет создавать лучшие практики на стыке разных подходов. Это утверждение оспаривается некоторыми конкурентами и бывшими аффилированными залами.

## Эффективность
Современные исследования показывают, что тренировки CrossFit позволяют улучшить такие физические параметры как: мышечная сила, выносливость (увеличение  максимального потребления кислорода), аэробная и анаэробная производительность, а также параметры телосложения (увеличение сухой массы тела за счёт уменьшения жировой массы).
CrossFit показал свою эффективность в развитии фитнес-доменов, необходимых для военнослужащих. Исследователи пришли к выводам, что по сравнению с традиционными программами тренировок для военнослужащих, программы тренировок CrossFit показывают схожий или более высокий показатель результативности в физической подготовке, а также схожий или более низкий риск получения травм за удельное время занятий. Таким образом, при применении методик CrossFit, одновременно снижается и необходимое количество времени тренировок для достижения целевого результата в физической подготовке военнослужащих и травматичность тренировочного процесса.
CrossFit оказывает влияние и на гормональный фон организма, как непосредственно после тренировки, так и в долгосрочной (6+ месяцев) перспективе. Исследования показывают, что непосредственно после проведения тренировки повышается уровень тестостерона, кортизола, соматотропина, адреналина, норадреналина, креатинкиназы, интерлейкина 6 и уровня лактата в крови. В долгосрочной перспективе было отмечено повышение уровня тестостерона у испытуемых.

## Игры Кроссфит
Игры Кроссфит проводятся каждое лето с 2007 года. В каких именно дисциплинах проводятся соревнования, становится известно лишь за несколько часов до начала Игр. В число дисциплин включаются в том числе неожиданные элементы, которые не входят в типичный набор Кроссфит-тренировок. Например, в прошлом в соревнования включались плавание в открытой воде в непогоду, бросание софтбола, взбирание по перфорированной доске. Игры представлены как место для определения «самого подготовленного атлета», где участники должны быть «готовы ко всему». В 2011—2014 годах «самым подготовленным атлетом» становился Рич Фронинг.
С 2011 года игры стали проводиться по зональной онлайн-системе «CrossFit Open», чтобы привлечь к участию спортсменов со всего мира. Каждую неделю в Интернете публикуется программа новой тренировки. У спортсменов есть несколько дней, чтобы выполнить программу и представить свои результаты онлайн, с видео или подтверждением аффилированного зала. Лучшие индивидуальные спортсмены и команды из данного региона приглашаются на зональные соревнования, которые проводятся в течение следующих двух месяцев.
Игры включают в себя соревнования для лиц каждого пола, командные соревнования, соревнования для мастеров и подростковой возрастной группы.
Российский кроссфит-спортсмен Роман Хренников занял второе место на Кроссфит Играх в 2022 году.

## Критика

### Травмы
Риск получения травмы, связанной с занятиями кроссфитом, остаётся спорным вопросом с тех пор, как популярность программы стала расти в начале 2000-х годов. Критики обвиняют CrossFit Inc. в применении опасных движений, неадекватной интенсивности тренировок, допуске неквалифицированных специалистов к функциям тренера.
В ответ на эти критические замечания, CrossFit Inc. утверждает, что её методика относительно безопасна, даже если упражнения выполняются с плохой техникой. Корпорация также утверждает, что риск травмы можно уменьшить, если правильно масштабировать и модифицировать тренировки, как это описывается на её веб-сайте и на курсах тренеров кроссфита 1-го уровня.
Корпорация отстаивает свою позицию, ссылаясь на 3 опроса участников тренировок CrossFit, проведённых в рамках научных исследований. Согласно этим исследованиям, уровень травматизма составляет от 2,4 до 3,1 случаев травм за 1000 часов тренировок. Согласно утверждению корпорации, этот уровень травматизма соответствует или ниже уровня травматизма, характерного для занятий общей физической подготовкой.
В 2013 году научный журнал Journal of Strength and Conditioning Research национальной ассоциации силовой и физической подготовки (National Strength and Conditioning Association, США) опубликовал результаты проведённого исследования оценки влияния высокоинтенсивных силовых тренировок на физическое состояние человека. Согласно публикации в исследовании приняли участие 54 испытуемых, но «…значительный процент из них (16%) не завершили программу обучения и вернутся позже для последующих испытаний». По мнению авторов, «это может поставить под вопрос соотношение риска и пользы для таких высокоинтенсивных тренировочных программ…». В 2014 году CrossFit Inc. подала иск против ассоциации за публикацию этого исследования, утверждая, что сведения являются ложными и были «предназначены, чтобы отпугнуть участников от кроссфита». В 2015 году ассоциация отвергла утверждения CrossFit Inc., однако признала ошибки в результатах исследования и внесла соответствующие корректировки в статью. В 2017 году по постановлению суда статья была окончательно отозвана из журнала.
На текущий момент существует большое количество исследований, посвящённых травматичности занятий кроссфитом. Произведённые систематические обзоры научных статей приходят к следующим выводам (касательно травматичности):
- Тренировки CrossFit имеют такой же уровень травматизма, как занятия тяжёлой атлетикой и пауэрлифтингом[68];
- Занятия CrossFit в целом имеют относительно низкий уровень травматичности[69];
- Наблюдаемое относительное количество полученных травм у участников программ CrossFit колебалось в пределах от 1,9 до 3,1 на 1000 тренировочных часов, что является достаточно низким показателем[70];
- Риск получения травм в CrossFit при сравнении с другими видами физической активности сопоставим или даже ниже, чем при занятиях тяжёлой атлетикой, бегом на длинные дистанции, лёгкой атлетикой, регби, футболом, хоккеем с шайбой или гимнастикой[71];
- В целом, CrossFit сопоставим с другими видами высокоинтенсивных тренировок, как по уровню травматизма, так и по влиянию на показатели здоровья[72];
- По сравнению с традиционными программами тренировок для военнослужащих, программы CrossFit показывают схожий или более высокий показатель результативности в физической подготовке, а также схожий или более низкий риск получения травм за удельное время занятий[48].

### Рабдомиолиз при физической нагрузке
Конфликтная ситуация сложилась вокруг утверждения критиков о том, что нагрузки, вытекающие из методологии кроссфита, и условия тренировок, создаваемые тренерами, приводят к высокому риску развития рабдомиолиза.
Макимба Миммс утверждает, что пострадал от рабдомиолиза после кроссфит-тренировки 11 декабря 2005 года в тренажёрном зале World Gym в Манассасе (штат Вирджиния), под наблюдением несертифицированного тренера. Он успешно отсудил у тренера $300 000 в качестве возмещения ущерба. Наименование компании CrossFit Inc. в качестве ответчика в иске не фигурировало.
CrossFit Inc. не оспаривает того, что его методика потенциально может вызывать рабдомиолиз. При этом корпорация заявляет, что случаи острого некроза скелетных мышц можно найти в самых различных спортивных и учебных группах населения и утверждает, что стремление корпорации информировать о рисках рабдомиолиза критики выдают за рискованность программы кроссфита. В обсуждении вопросов опасности занятий кроссфитом на официальном сайте корпорации было озвучен мнение, что «на фоне доклада ESPN о 53 смертельных случаях в американском триатлоне с 2007 по 2013 годы эту проблему уже надо бы оставить в покое».
Начиная с мая 2005 года CrossFit Inc. опубликовала несколько статей о рабдомиолизе в корпоративном CrossFit Journal. 3 из этих статей включены в CrossFit Manual, предоставляемый всем потенциальным тренерам.
Корпорацию также критиковали за хулиганское отношение к рабдомиолизу, ею был создан персонаж, известный как «дядя Рабдо» (мультяшный клоун, который умирает в драматической манере — подключённый к диализ-машине, с почками и кишечником, выпавшими на пол).
В ответ на эту критику, Грег Глассман заявил: «мы создали (дядю) Рабдо, потому что мы — честны и считаем, что полное раскрытие рисков является единственным этичным поступком».

### Влияние тренировок на сердце
Кроссфит является одним из вариантов программ, относящихся к классу высокоинтенсивных интервальных тренировок.
Результаты эпидемиологических исследований показали более высокое снижение риска возникновения ишемической болезни сердца при выполнении тренировок высокой интенсивности в сравнении с тренировками умеренной интенсивности. Наряду с этим современные клинические исследования, как правило, показывают, что упражнения высокой интенсивности в сравнении с упражнениями умеренной интенсивности оказывают более значительный эффект в улучшении таких параметров как диастолическое артериальное давление, контроль глюкозы и аэробная мощность. При этом не фиксируется более высокое влияние на улучшение таких показателей как систалическое давление, липидный профиль или потери жировой массы организма. Авторы исследований приходят к выводам, что при равных энергозатратах на выполнении тренировкок, тренировки высокой интенсивности, вызывают бо́льший кардиопротекторный эффект, чем тренировки умеренной интенсивности.
Исследования показали, что высокоинтенсивные интервальные тренировки оказывают примерно в два раза большее положительное влияние на показатели VO2 max по сравнению с непрерывными тренировками умеренной интенсивности. Показатель VO2 max является важным прогностическим параметром определения вероятности возникновения заболеваний, связанных с сердечно-сосудистой системой, и смертности от них.
Ряд исследований, проведённых среди молодых и здоровых людей, показал, что высокоинтенсивные интервальные тренировки являются эффективным способом увеличения макимального сердечного ударного объёма. Исследование у пациентов с гипертонией также выявило значительное улучшение ударного объёма, конечного диастолического объёма левого желудочка и фракции выброса при занятиях высокоинтенсивными интервальными тренировками по сравнению с продолжительными тренировками умеренной интенсивности.

## Присутствие в социальных медиа
Корпорацию и критиковали, и хвалили за её неортодоксальный подход к социальным медиа. Этот подход включает в себя публикацию статьей и твитов на темы, не связанные с фитнесом (включая политику, философию и поэзию), а также прямое общение с пользователями социальных сетей, в том числе критиками программы. В одном из случаев в твиттер-аккаунте корпорации были выложены подправленные картинки из рекламы Кока-колы, где слова «открой счастье» были заменены на «открой диабет». Картинка сопровождалась словами Грега Глассмана: «убедитесь, что вы оставили и для мёртвых корешей». Споры разгорелись после того, как певец Ник Джонас ответил на этот твит, назвав комментарии КроссФит «невежественными». Корпорация заявила в свою защиту, что «убедительные статистические данные говорят в пользу кампании по профилактике диабета, которую CrossFit Inc. ведёт путем повышения осведомлённости о его причинах». Когда ABC news попросил Грега Глассмана прокомментировать перепалку, он ответил: «к чёрту Ника Джонаса. Речь идёт об ужасах сахарного диабета второго типа и его основных причинах. Его спонсор, Кока-кола, вносит значительный вклад в эпидемию диабета и своим продуктом, и его рекламой».

## Кроссфит в России
Первый чемпионат по кроссфиту в России был проведён в 2012 году в Москве, с 2013 года проводятся регулярные зимние и летние игры (кубок «Гераклион»). По состоянию на август 2016 года на территории России действуют 57 аффилированных залов Кроссфит. Кроссфитом занимаются как в аффилированных залах, так и вне них, то есть на самостоятельной основе.
Гераклион не имеет отношения к соревнованиям CrossFit. Под эгидой Гераклиона проходят соревнования по функциональному многоборью.
В 2015 и 2016 годах был проведён Большой Кубок при участии аффилированного зала CrossFit Geraklion.
Это и послужило путаницей в названиях.
Организаторами данных ежегодных соревнований запланировано, что, начиная с 2017 года, Большой Кубок, как и в период с 2012 по 2014 годы, должен стать крупнейшим независимым кроссфит-соревнованием в СНГ. Любой аффилированный зал может проводить соревнования внутри своего аффилированного зала, например, Idol Throwdown проходит в стенах аффилированного клуба CF IDOL, а также есть агентство Cross.Show (недоступная ссылка), специализирующееся на проведении командных турниров в сотрудничестве с аффилированными клубами.